# Camembert (sajt)
A camembert az azonos nevű normandiai faluról elnevezett világhírű francia lágy sajt. Zsírtartalma 45-50%-os. Eredetileg nyers tehéntejből készül, és fadobozban hozzák forgalomba, de sokfelé utánozzák ipari méretekben, pasztőrözött tejből. 11 cm átmérőjű, 3 cm magas korong. Fehér nemespenész borítja, súlya 250 gramm. Egy darab elkészítéséhez 2 liter tej szükséges.
1791-ben alkotta meg egy normandiai parasztasszony, Marie Harel, egy pap tanácsai alapján, aki a brie sajt vidékéről menekült a forradalom elől Normandiába. 